# 池田八幡神社
池田八幡神社（いけだはちまんじんじゃ）は、長野県北安曇郡池田町に鎮座する神社である。

## 歴史

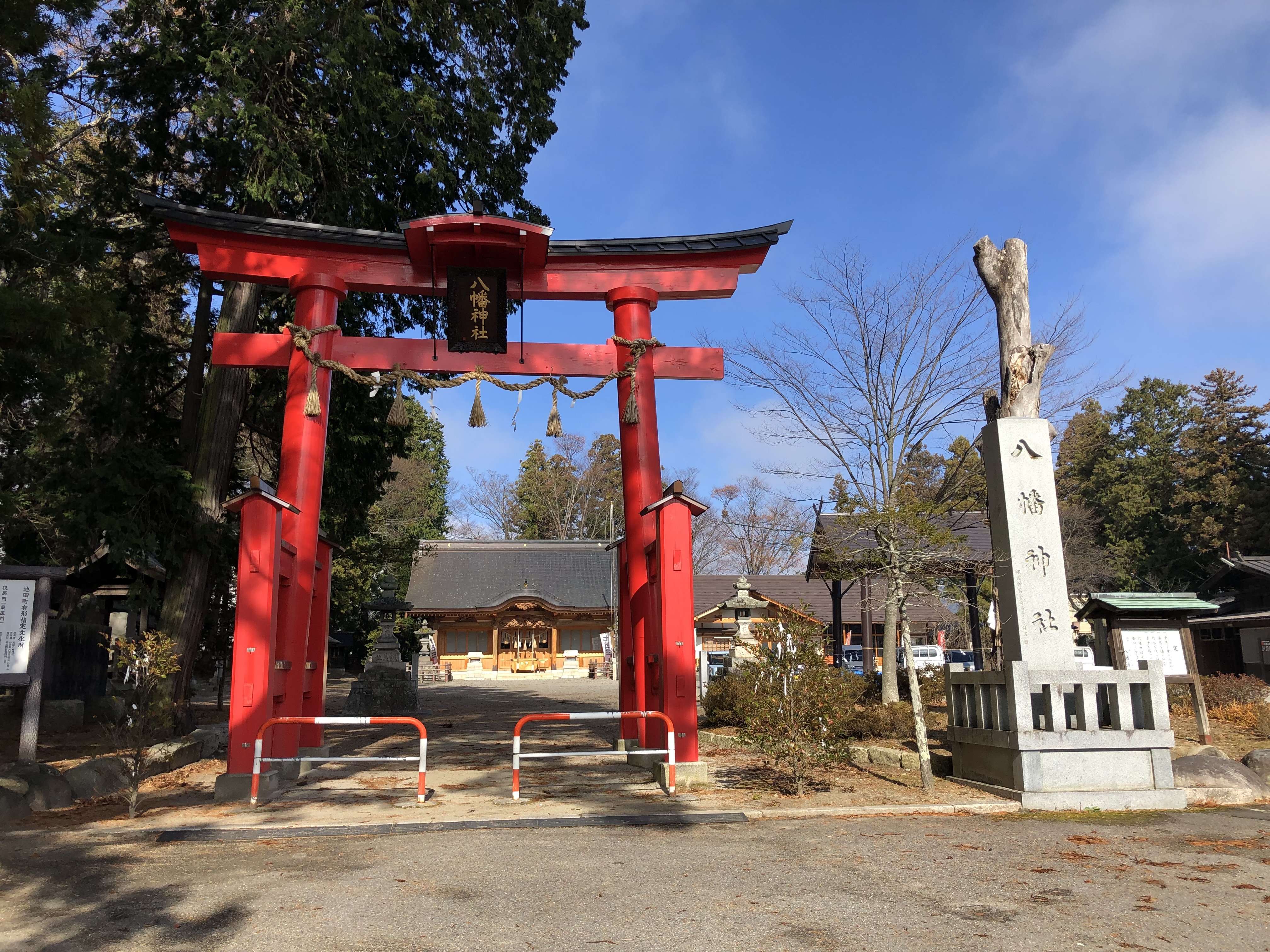
鳥居

池田町区（池田宿）の産土神である。天正年間に山城国石清水八幡宮（男山八幡宮）から勧請されたとされている。現在の八幡神社は、池田二丁目にかつてあった九頭龍社（くずりゅうしゃ）を合祀した後、明治41年11月13日の神社合併令により同一丁目にあった十二神社（じゅうにじんじゃ）を合祀している。
昭和21年以前は八幡社と称していたが、同年2月に勅命第70号が発令され、宗教法人となった。その際社名も八幡神社と改められた。

## 主祭神
八幡神社の誉田別命（ほんだわけのみこと）、十二神社の埴安比売命（はにやすひめのみこと）、九頭龍社の九頭龍神の3柱である。

## 境内
本社殿と相殿として十二社社殿がある。
また、池田学問所の初代師匠である杉山巣雲の寿碑（頼山陽揮毫）や、毎年9月23日の例大祭において町内で曳き廻わす8台の舞台を格納する倉庫、そして奉納相撲のための土俵（2021年3月2日未明の強風で倒壊したが、同年9月に屋根を支える柱を鉄骨に強化して再建）がある。

## 文化財
池田町指定文化財
- 役居門（薬医門）　第3号（昭和45年4月1日指定）
- 八幡神社社殿　第9号（昭和45年4月1日指定）
- 八幡神社十二社社殿　第10号（昭和45年4月1日指定）
- 佐久間象山書 大幟原本　第11号（昭和45年4月1日指定）
- 絵馬十三枚　第29号（昭和53年4月1日）

## 祭事

### 例大祭
八幡神社は、明治末の合祀令が出されたときに、当時池田一丁目にあった十二神社を合祀しており、9月23日・24日に2社それぞれの祭りを行っており、例大祭と呼ばれている。
9月23日（1日目）は十二神社の祭りで、9月24日（2日目）は八幡神社の祭りとなっている。
1日目は舞台曳きと神前での浦安の舞を行い、各町内の趣向が凝らされた八台の舞台が町内を回り、社前に勢ぞろいする。2日目は上四町・下四町の舟二艘が巡行し、境内では奉納相撲、1日目に引き続き神前での浦安の舞が奉納される。
祭の様子は、池田町文化財資料館で見ることが出来る。

## アクセス
所在地： 〒399-8601 長野県北安曇郡池田町池田3204
- JR東日本大糸線北細野駅から 車で5分
- JR東日本篠ノ井線明科駅から 車で17分